# Oasis
Oasis je britská hudební skupina, která vznikla v Manchesteru roku 1991. Kapela navázala na původní uskupení, The Rain, a původní členové byli Liam Gallagher (vokály, tamburína), Paul „Bonehad“ Arthurs (kytara), Paul „Guigsy“ McGuigan (basová kytara) a Tony McCarroll (bubny). Po návratu do Manchesteru, Liamův starší bratr, Noel Gallagher (hlavní kytara, vokály) se přidal jako pátý člen, což zformovalo jádro kapely a ustálilo sestavu. Skupina během své existence prošla různými změnami v sestavě. Jsou považováni za jednu z určujících a celosvětově nejúspěšnějších kapel žánru britpop.
Oasis podepsali smlouvu s nezávislým labelem Creation Records v roce 1993 a pod jeho hlavičkou vydali debut Definitely Maybe (1994), jenž posbíral mnoho rekordů, stalo se například nejrychleji prodávaným debutovým albem všech dob ve Spojeném království. Celosvětově se prodalo více než 8 milionů kopií.
Následující rok skupina natočila (What’s the Story) Morning Glory? (1995) s bubeníkem Alanem Whitem. (What’s the Story) Morning Glory? se stalo jedním z nejlépe prodávaných alb všech dob, s 22 miliony prodaných kopií celosvětově a bratři Gallagharovi se pravidelně objevovali v bulvárním tisku kvůli jejich sourozeneckým sporům a divokému životnímu stylu. V roce 1996 Oasis odehráli dva koncerty v Knebworthu, každý pro 125 000 diváků což byly v té době největší open air koncerty v historii Velké Británie. 2,5 milionu lidí shánělo vstupenky, což je dodnes nejvyšší číslo v UK vůbec. V roce 1997 vydali jejich třetí studiové album, Be Here Now, a přesto, že se jednalo o nejrychleji prodávané album v historii země, prodalo se 8 miliónů kopií, jeho popularita rychle klesala.
McGuigan a Arthurs opustili Oasis v roce 1999, když kapela vydala album Standing on the Shoulder of Giants (2000). Byli nahrazeni bývalým kytaristou/frontmanem kapely Heavy Stereo Gemem Archerem a bývalým kytaristou/frontmanem uskupení Ride Andym Bellem. Páté studiové album Oasis s názvem Heathen Chemistry vyšlo v roce 2002. V roce 2004 opustil kapelu bubeník Alan White a v ní tak zbyli čtyři členové, ke skupině se přidal bubeník The Who Zak Starkey jako neoficiální člen, který se účastnil nahrávání alb a koncertů. Oasis obnovila zašlou slávu a popularitu díky albu Dig Out Your Soul, které vyšlo v roce 2008. Starkey, který se stal oficiálním členem během nahrávání desky, však kapelu opustil. Chris Sharrock byl přijat pouze pro účast na koncerty a Oasis absolvovali jejich poslední šňůru jako kompletní kapela. Postupně se zhoršující vztahy mezi bratry Gallaghery vyústily během koncertní šňůry v odchod Noela Gallaghera, stalo se tak v srpnu 2009 během hádky v backstagi s Liamem. Zbytek uskupení, nyní veden Liamem, se rozhodl pokračovat pod názvem Beady Eye až do jejich rozpadu v roce 2014. Noel se vydal na sólovou dráhu s projektem Noel Gallagher’s High Flying Birds.
Oasis v UK dosáhli na 8 prvních míst v singlovém žebříčku a 8 prvních míst na žebříčku alb. Vyhráli sedmkrát NME Awards, šestkrát Q Awards, čtyřikrát MTV Europe Music Awards a šestkrát BRIT Awards, včetně jednoho v roce 2007 za mimořádný hudební přínos (Outstanding Contribution to Music) a jednoho za nejlepší album posledních třiceti let za (What’s the Story) Morning Glory? zvolené posluchači rádia BBC Radio 2.
(What’s the Story) Morning Glory? je rovněž páté v žebříčku nejrychleji prodávaných alb v historii UK a bylo nejvíce prodávanou deskou devadesátých let ve Velké Británii. Oasis byli také nominování na dvě ceny Grammy. Do roku 2009 prodali celosvětově přes 75 milionů desek. V roce 2010 byla kapela byla zapsána do Guinnessovy knihy rekordů za to, že dvaadvacetkrát nejdéle udržela v top 10 britském hudebním žebříčku mezi kapelami. Skupina taktéž drží zápis v Guinnessově knize rekordů za nejúspěšnější počin ve Velké Británii mezi lety 1995 až 2005, kdy strávila 765 týdnů na žebříčku mezi top 75 mezi singly a alby.

## Historie

### 1991–1993: Vznik a první roky
V roce 1991 založili baskytarista Paul McGuigan, kytarista Paul Arthurs, bubeník Tony McCarroll a zpěvák Chris Hutton skupinu Rain. Arthurs, který nebyl s Huttonem spokojen, si jako potenciální náhradu pozval a vyzkoušel známého Liama Gallaghera. Liam navrhl, aby se kapela přejmenovala na Oasis, k čemuž ho inspiroval plakát z turné Inspiral Carpets v dětském pokoji, který sdílel se svým bratrem Noelem a na kterém bylo jako místo konání uvedeno Oasis Leisure Centre ve Swindonu. Oasis odehráli svůj první koncert 14. srpna 1991 v klubu Boardwalk v Manchesteru, na konci účtu pod kapelami Catchmen a Sweet Jesus. Noel, který pracoval jako bedňák pro Inspiral Carpets, se s nimi šel podívat, jak hraje Liamova kapela, a to, co slyšel, na něj udělalo dojem.
Noel skupinu oslovil, zda by se k ní nepřipojil pod podmínkou, že se stane jediným autorem a lídrem kapely a že se zavážou k upřímné snaze o komerční úspěch. Arthurs vzpomínal: „Měl napsáno spoustu věcí. Když přišel, byli jsme kapela, která dělala kravál se čtyřmi skladbami. Najednou jsme měli spoustu nápadů. „Pod Noelovým vedením si kapela vytvořila hudební přístup, který sázel na jednoduchost, Arthurs a McGuigan se omezili na hraní baré akordů a kořenových basových tónů, McCarroll hrál základní rytmy a zesilovače kapely byly zesíleny, aby vytvářely zkreslení. Oasis tak vytvořili zvuk, o němž se říká, že „je tak zbaven jemnosti a složitosti, že zní v podstatě nezastavitelně“.

### 1993–1995: Průlom sDefinitely Maybe
Po více než roce živých vystoupení, zkoušek a nahrávání dema, kazety Live Demonstration, si Oasis v květnu 1993 všiml spolumajitel vydavatelství Creation Records Alan McGee. Oasis byli pozváni na koncert do klubu King Tut's Wah Wah Hut v Glasgow skupinou Sister Lovers, která s nimi sdílela zkušebnu. Oasis si spolu se skupinou přátel najali dodávku a vydali se na cestu do Glasgow. Když dorazili na místo, byl jim odepřen vstup, protože nebyli na seznamu koncertů toho večera. Oni i McGee podali protichůdné výpovědi o tom, jak se do klubu dostali. Dostali předskokana a udělali dojem na McGeeho, který se tam byl podívat na 18 Wheeler, a na Sister Lovers, jejichž členka Debbie Turner byla McGeeho blízkou přítelkyní z dob, kdy často navštěvoval Haçiendu v Manchesteru. McGee jim nabídl nahrávací smlouvu, kterou však podepsali až o několik měsíců později. Kvůli problémům se zajištěním americké smlouvy podepsali Oasis celosvětovou smlouvu se společností Sony, která následně poskytla Oasis licenci na tvorbu ve Velké Británii. Oasis se tak stali součástí britské skupiny Creation.
Po limitovaném vydání demoverze písně „Columbia“ pod hlavičkou white label se Oasis vydali na britské turné, aby propagovali vydání svého prvního singlu „Supersonic“, a hráli na místech, jako je Tunbridge Wells Forum, přestavěné veřejné záchodky. „Supersonic“ vyšel v dubnu 1994 a v hitparádě se dostal na 31. místo. Po jeho vydání následoval singl „Shakermaker“, který se stal předmětem žaloby za plagiátorství, přičemž Oasis zaplatili odškodné 500 000 dolarů. Jejich třetí singl „Live Forever“ se jako první dostal do první desítky UK Singles Chart. Po problematických nahrávacích a mixážních seancích vyšlo 29. srpna 1994 debutové album Oasis s názvem Definitely Maybe. Do týdne po vydání se dostalo na první místo UK Albums Chart a stalo se v té době nejrychleji prodávaným debutovým albem ve Velké Británii.
Téměř rok neustálého koncertování a nahrávání spolu s hédonistickým životním stylem kapelu poškodil. Toto chování vyvrcholilo během koncertu v Los Angeles v září 1994, což vedlo k Liamovu vystoupení, během něhož pronesl urážlivé poznámky o americkém publiku a udeřil Noela tamburínou. Rozrušený Noel dočasně opustil kapelu a odletěl do San Francisca (právě z tohoto incidentu vznikla píseň „Talk Tonight“). Vyhledal ho Tim Abbot z Creation a podnikli spolu výlet do Las Vegas. Tam ho přesvědčili, aby s kapelou pokračoval. S Liamem se usmířil a turné pokračovalo v Minneapolisu. Skupina navázala čtvrtým singlem z alba Definitely Maybe „Cigarettes & Alcohol“ a vánočním singlem „Whatever“, vydaným v prosinci 1994, který se dostal na třetí místo britské hitparády.

### 1995–1996:(What's the Story) Morning Glory?, mezinárodní úspěch a vrchol popularity
V dubnu 1995 se píseň „Some Might Say“ stala jejich prvním singlem na prvním místě ve Velké Británii. Ve stejné době byl ze skupiny vyhozen McCarroll. Řekl, že byl „protiprávně vyloučen ze spolupráce“ kvůli tomu, co nazval „osobnostním střetem“ s bratry. Gallagherovi kritizovali McCarrollovy hudební schopnosti a Noel prohlásil: „Tonyho mám rád jako podivína, ale nebyl by schopen bubnovat nové písně." Nahradil ho Alan White, bývalý člen skupiny Starclub a bratr perkusionisty Steva Whitea, kterého Noelovi doporučil Paul Weller. White debutoval s Oasis při vystoupení v pořadu Top of the Pops s písní „Some Might Say“.
Oasis začali nahrávat materiál pro své druhé album v květnu téhož roku v Rockfield Studios nedaleko Monmouthu. V tomto období se britský tisk chytil údajné rivality mezi Oasis a další britpopovou skupinou Blur. Předtím se Oasis s hnutím britpopu nespojovali a nebyli pozváni k vystoupení v pořadu BBC Britpop Now, který uvedl zpěvák Blur Damon Albarn. Dne 14. srpna 1995 vydaly Blur a Oasis singly ve stejný den, čímž odstartovaly „bitvu o britpop“, která dominovala celostátním zprávám. 14. srpna 1995 se prodalo 274 000 kopií písně „Country House“ skupiny Blur oproti 216 000 kopiím písně „Roll with It“ skupiny Oasis. Podle Creation byly problémy s čárovým kódem na obalu singlu „Roll with It“, který nezaznamenával všechny prodeje. Noel Gallagher v září řekl deníku The Observer, že doufá, že členové skupiny Blur „chytnou AIDS a zemřou“, což vyvolalo mediální rozruch. Omluvil se za to v oficiálním dopise různým publikacím.

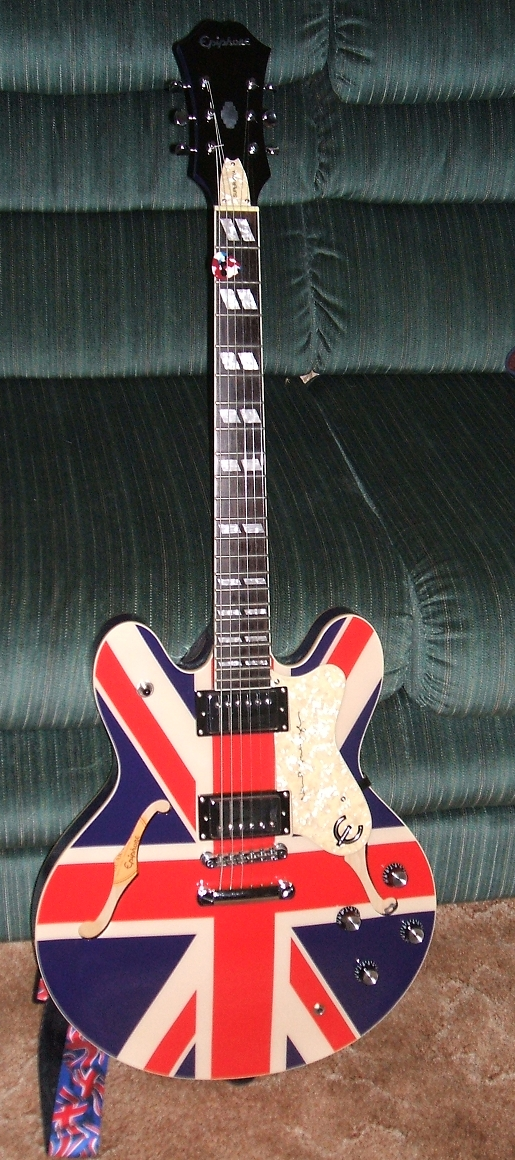
Noel Gallagher hrál na kytaru Epiphone Sheraton s motivem Union Jack během turné propagujícího (What's the Story) Morning Glory?.

V září 1995 McGuigan nakrátko opustil skupinu Oasis, což zdůvodnil nervovým vyčerpáním. Nahradil ho Scott McLeod, bývalý člen skupiny Ya Ya's, který se objevil na některých koncertech turné i v klipu k písni „Wonderwall“, než náhle odešel během turné v USA. McLeod kontaktoval Noela s tím, že má pocit, že se rozhodl špatně. Noel mu odpověděl: „Myslím, že ty taky. Hodně štěstí při podpisu smlouvy."
Ačkoli měkčí zvuk zpočátku vedl ke smíšeným recenzím, druhé album Oasis, (What's the Story) Morning Glory? bylo celosvětově komerčně úspěšné, prodalo se ho přes čtyři miliony kopií a stalo se pátým nejprodávanějším albem v historii britských hitparád. Do roku 2008 se ho celosvětově prodalo až 22 milionů kopií, což z něj udělalo jedno z nejprodávanějších alb všech dob. Z alba vyšly další dva singly, „Wonderwall“ a Don't Look Back in Anger, které se dostaly na druhé a první místo. Obsahovalo také skladbu „Champagne Supernova“, v níž hrál na kytaru a doprovodné vokály Paul Weller a která se setkala s příznivým hodnocením kritiky. Píseň se dostala na první místo amerického žebříčku Modern Rock Tracks. V listopadu 1995 hráli Oasis v londýnské hale Earls Court, kde se konaly dva večery po sobě, což byly v té době největší halové koncerty v Evropě. Noel hrál na upravenou kytaru Sheraton ozdobenou znakem Union Jack, komerčně vydanou společností Epiphone pod názvem „Supernova“.

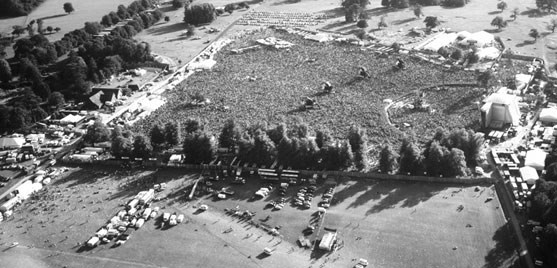
Letecký záběr na 125 000 diváků před jedním ze dvou vystoupení Oasis v Knebworthu v srpnu 1996.

Ve dnech 27. a 28. dubna 1996 odehráli Oasis své první hlavní koncerty pod širým nebem, a to na fotbalovém stadionu Maine Road, kde sídlil klub Manchester City F.C., jemuž bratři Gallagherové od dětství fandili. Ukázky z druhého večera se objevily na videoklipu ...There and Then, který vyšel ještě téhož roku (spolu se záběry z koncertů v Earls Court). Když jejich kariéra dosáhla zenitu, Oasis vystoupili 3. a 4. srpna před 80 000 lidmi během dvou nocí v Balloch Country Parku u jezera Loch Lomond ve Skotsku a poté 10. a 11. srpna v Knebworth House. Kapela vyprodala obě vystoupení během několika minut. Návštěvnost 125 000 lidí každý večer (o vstupenky požádalo 2,5 milionu lidí a 250 000 jich bylo skutečně prodáno, což znamená možnost 20 vyprodaných večerů) byla rekordní pro venkovní koncert pořádaný ve Velké Británii a zůstává největším zájmem o show v britské historii.
Oasis měli v Royal Festival Hall natáčet epizodu pořadu MTV Unplugged, ale Liam se s odvoláním na bolest v krku odhlásil. Vystoupení sledoval z balkonu s pivem a cigaretami a mezi písněmi hecoval Noelův zpěv. O čtyři dny později skupina odjela na turné po amerických arénách, ale Liam odmítl jet; skupina se rozhodla pokračovat v turné s Noelem jako zpěvákem. Liam se k turné vrátil 30. srpna a 4. září 1996 Oasis vystoupili s písní „Champagne Supernova“ na předávání MTV Video Music Awards 1996 v Radio City Music Hall v New Yorku. Liam během svého kytarového sóla dělal na Noela gesta, pak na pódium vyprskl pivo a odešel. O několik týdnů později Noel odletěl domů bez kapely, která ho následovala dalším letem. Tato událost vyvolala v médiích spekulace, že se skupina rozpadá. Bratři se brzy usmířili a rozhodli se turné dokončit.
„To, co se Oasis podařilo v Británii, sjednotit celou zemi pod vlajkou jedné popové kapely, by kapela v zemi, jako jsou Spojené státy, už nedokázala. V Británii kapela bezkonkurenčně kraluje jako nejpopulárnější skupina od dob Beatles, CD Oasis je zhruba v každé třetí domácnosti. Minulý měsíc skupina přilákala do Knebworthu 250 000 lidí na největší venkovní koncerty v historii země. Bratři Liam a Noel Gallagherovi, kteří spolu bojují, se pravidelně objevují na obálkách bulvárních časopisů jako královská rodina.“

- Neil Strauss, září 1996, v deníku The New York Times o rostoucí popularitě skupiny

### 1996–1999:Be Here NowaThe Masterplan
Konec roku 1996 a první čtvrtinu roku 1997 strávili Oasis nahráváním svého třetího alba ve studiích Abbey Road v Londýně a Ridge Farm Studios v Surrey. Nahrávání provázely hádky mezi bratry Gallagherovými. Album Be Here Now vyšlo v srpnu 1997. Album, kterému předcházel britský singl „D'You Know What I Mean?“, bylo jejich nejočekávanějším počinem, a proto se stalo předmětem značné pozornosti médií. Záběry nadšených fanoušků svírajících v rukou kopie se objevily ve zprávách ITV News at Ten, což vedlo moderátora Trevora McDonalda k intonaci kapelní fráze „mad for it“. Do konce prvního dne vydání se Be Here Now prodalo 424 000 kusů a prodej za první týden dosáhl 696 000 kusů, čímž se stalo nejrychleji prodávaným albem v britské historii až do vydání alba 25 zpěvačky Adele v roce 2015. V USA album debutovalo na druhém místě žebříčku Billboard 200, ale jeho prodej za první týden ve výši 152 000 kusů - pod očekávaným prodejem 400 000 kusů - byl považován za zklamání. Album, které napsal převážně Noel Gallagher během dovolené s Kate Moss, Johnnym Deppem a Mickem Jaggerem, Gallagher od té doby vyjádřil lítost nad procesem psaní Be Here Now a dodal, že nedosahuje úrovně prvních dvou alb skupiny.
Ve studiu to bylo skvělé a v den vydání to bylo skvělé. Teprve na turné jsem si říkal: „Tohle kurva neobstojí.“ A taky jsem si říkal: „Tohle neobstojí, kurva.“ ... Lidé jsou připraveni se se mnou na ulici hádat vestoje: „Já to album kurva miluju!“ A já na to: „Kámo, podívej, já to kurva napsal. Vím, kolik úsilí jsem do toho vložil. Nebylo to tak moc.“
Noel se v rozhovorech před vydáním alba vyjadřoval nejednoznačně a pro NME řekl: „Tahle deska moc lidí nepřekvapí.“ V jeho okolí však nebyl nikdo, kdo by jeho výhrady zopakoval. „Všichni říkají: 'Je to skvělé!'“ řekl později. „A zrovna ke konci děláme mix a já si říkám: 'Hmmm, tak teď nevím, co s tím."Když album vyšlo, Oasis byli vetkáni do kulturní struktury Británie jako žádná jiná kapela od dob Beatles a podle jejich bývalého tiskového mluvčího Johnnyho Hopkinse: “Bylo víc věšáků, kteří jim neustále říkali, že jsou nejlepší věc. To mělo tendenci blokovat kritické hlasy." Dorian Lynskey píše: “Pokud to nemohl být zenit britpopu, pak to musel být nadir. Nemůže to být jen sbírka písní - některé dobré, některé špatné, většina příliš dlouhá, všechny šíleně přeprodukované -, ale emblém pýchy před pádem, jako socha diktátora stažená pomstychtivým davem k zemi."
Po skončení turné Be Here Now na začátku roku 1998 se skupina uprostřed velké kritiky médií držela v ústraní. Koncem roku vydali Oasis kompilační album čtrnácti béček The Masterplan. „Opravdu zajímavé věci z tohoto období jsou b-sidy. Myslím, že na b-sidech je mnohem víc inspirativní hudby než na samotném albu Be Here Now,“ řekl Noel v jednom rozhovoru v roce 2008.

### 1999–2001: Změna sestavy aStanding on the Shoulder of Giants
Na začátku roku 1999 začala skupina pracovat na svém čtvrtém studiovém albu. První podrobnosti byly oznámeny v únoru, přičemž bylo odhaleno, že Mark Stent se ujal role koproducenta. Věci se nevyvíjely dobře a v srpnu byl oznámen šokující odchod zakládajícího člena Paula „Boneheada“ Arthurse. Tento odchod byl tehdy označen za přátelský a Noel uvedl, že Arthurs chce trávit více času se svou rodinou. Arthurs ve svém prohlášení svůj odchod upřesnil tak, že se „chce soustředit na jiné věci“. Noel však od té doby nabídl protichůdnou verzi: že řada porušení Noelovy zásady „nepít a nebrat drogy“ (kterou Noel zavedl, aby Liam mohl pořádně zpívat) při natáčení alba vyústila v konfrontaci mezi nimi. O dva týdny později byl oznámen odchod baskytaristy Paula McGuigana. Krátce poté bratři Gallagherové uspořádali tiskovou konferenci, na které novináře ujistili, že „budoucnost Oasis je zajištěna. Příběh a sláva budou pokračovat“.
Po dokončení nahrávání začala kapela hledat náhradní členy. Prvním ohlášeným novým členem byl nový sólový/rytmický kytarista Colin „Gem“ Archer, bývalý člen skupiny Heavy Stereo, který později prohlásil, že byl osloven Noelem Gallagherem jen pár dní po veřejném oznámení Arthursova odchodu. Hledání náhradního baskytaristy si vyžádalo více času a úsilí: kapela zkoušela s Davidem Pottsem, ten však rychle odstoupil, a tak jako nového baskytaristu přivedla Andyho Bella, bývalého kytaristu/skladatele skupin Ride a Hurricane #1. V roce 2010 se kapela rozhodla pro novou sestavu. Bell nikdy předtím na baskytaru nehrál a musel se na ni naučit (Noel od té doby říká: „Byl jsem překvapen, že Andy byl ochoten skutečně hrát na baskytaru, víte, protože je tak dobrý kytarista“), spolu s hrstkou písní ze zadního katalogu Oasis, v rámci příprav na plánované americké turné v prosinci 1999. 
Po zrušení Creation Records založili Oasis vlastní vydavatelství Big Brother, které vydávalo všechny následující desky Oasis ve Velké Británii a Irsku. Čtvrté album Oasis, Standing on the Shoulder of Giants, vyšlo v únoru 2000 a v prvním týdnu se prodávalo dobře. V britské hitparádě se dostalo na první místo a v žebříčku Billboardu se umístilo na 24. Z alba byly vydány čtyři singly: „Go Let It Out“, ‚Who Feels Love?‘, ‚Sunday Morning Call‘ a ‚Where Did It All Go Wrong?‘, z nichž první tři se dostaly do první pětky britských singlů. Videoklip k písni ‚Go Let It Out‘ byl natočen ještě předtím, než se Bell připojil ke skupině, a proto se v něm objevila neobvyklá sestava Liam na rytmickou kytaru, Archer na sólovou kytaru a Noel na baskytaru. S odchodem zakládajících členů skupina provedla několik drobných změn ve své image a zvuku. Na obalu se objevilo nové logo „Oasis“, které navrhl Gem Archer, a album bylo také prvním vydaným albem Oasis, které obsahovalo píseň napsanou Liamem Gallagherem s názvem „Little James“. Písně měly také experimentálnější, psychedelické vlivy. "Standing on the Shoulder of Giants se dočkalo vlažných recenzí a v druhém týdnu po vydání v USA došlo k propadu prodeje. 
Na podporu desky kapela uspořádala bohaté světové turné. Během turné v Barceloně v roce 2000 byli Oasis nuceni zrušit koncert, když Alana Whitea postihl zánět šlach a místo toho kapela strávila noc popíjením. Po hádce mezi oběma bratry Noel prohlásil, že s turné v zámoří úplně končí, a Oasis měli turné dokončit bez něj. Noel se nakonec vrátil na irskou a britskou část turné, která zahrnovala dva velké koncerty na stadionu ve Wembley. Koncem roku 2000 vyšlo živé album z první show nazvané Familiar to Millions, které se setkalo se smíšenými ohlasy. 

### 2001–2003:Heathen Chemistry

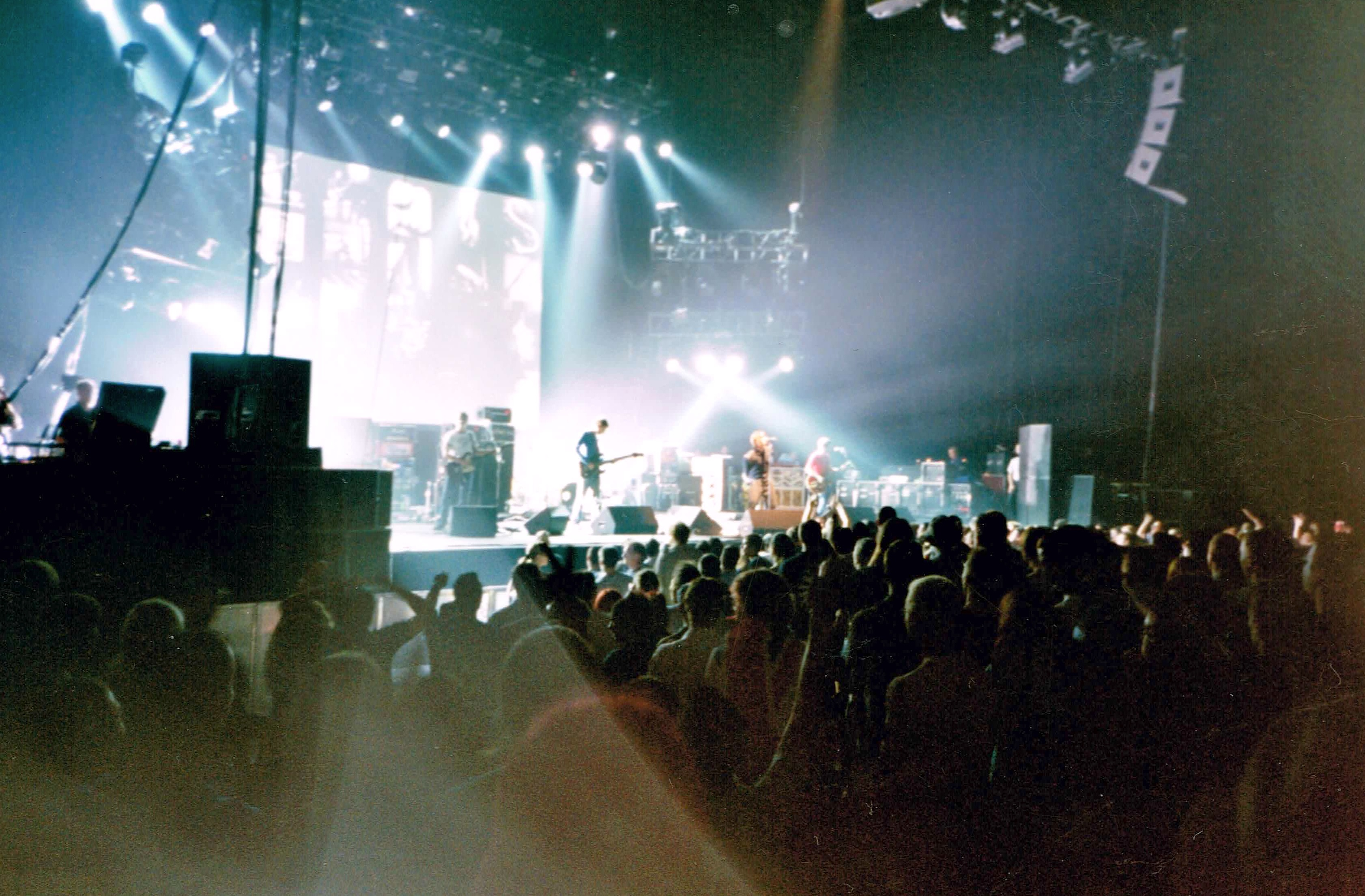
Oasis při vystoupení v Montrealu, Quebec, Kanada v roce 2002

Během roku 2001 Oasis dělili čas mezi natáčení pátého studiového alba a živá vystoupení po celém světě. Mezi koncerty patřilo měsíc trvající Tour of Brotherly Love s kapelami Black Crowes aSpacehog a vystoupení v Paříži jako support Neila Younga. Album Heathen Chemistry, první album Oasis s novými členy Andym Bellem a Gemem Archerem, vyšlo v červenci 2002. Album se dostalo na 1. místo ve Velké Británii a na 23. místo v USA, ačkoli kritika ho hodnotila smíšeně. Z alba byly vydány čtyři singly: „The Hindu Times“, ‚Stop Crying Your Heart Out‘, ‚Little by Little/She Is Love‘, které napsal Noel, a ‚Songbird‘, který napsal Liam a byl prvním singlem, jehož autorem nebyl Noel. Nahrávka v sobě mísila zvukové experimenty kapely z posledních alb, ale zároveň směřovala k základnějšímu rockovému zvuku. Nahrávání alba Heathen Chemistry bylo pro kapelu mnohem vyrovnanější, písně psali všichni členové kromě Whitea. Johnny Marr poskytl další kytaru a také doprovodné vokály v několika písních.
Po vydání alba se kapela vydala na úspěšné světové turné, které bylo opět plné incidentů. Koncem léta 2002, když byla skupina na turné v USA, se Noel, Bell a koncertní klávesista Jay Darlington stali účastníky autonehody v Indianapolis. Ačkoli nikdo z členů kapely neutrpěl vážnější zranění, některá vystoupení byla v důsledku toho zrušena. V prosinci 2002 musela být odložena druhá polovina německé části evropského turné skupiny poté, co byli Liam Gallagher, Alan White a tři další členové doprovodu skupiny zatčeni po násilné rvačce v mnichovském nočním klubu. Kapela hodně pila a testy prokázaly, že Liam užil kokain. Liam přišel o dva přední zuby a kopl policistu do žeber, zatímco Alan utrpěl drobná zranění hlavy po úderu popelníkem. O dva roky později byla Liamovi udělena pokuta ve výši přibližně 40 000 liber. Kapela ukončila turné v březnu 2003 poté, co se vrátila k těmto odloženým koncertům.

### 2003–2007: Odchod Alana Whitea aDon't Believe the Truth
Oasis začali nahrávat šesté album koncem prosince 2003 s producenty Death in Vegas v Sawmills Studios v Cornwallu. Album bylo původně plánováno na září 2004, aby se shodovalo s desátým výročím vydání Definitely Maybe, nicméně dlouholetý bubeník Alan White, který v té době hrál na téměř veškerém materiálu skupiny, byl požádán, aby skupinu opustil.  Jeho bratr Steve White tehdy na svých webových stránkách uvedl, že „ducha působení v kapele z něj vykopli“ a že chce být se svou přítelkyní. Whitea nahradil Zak Starkey, bubeník The Who a syn bubeníka Beatles Ringo Starra. Přestože Starkey účinkoval na studiových nahrávkách a absolvoval s kapelou turné, nebyl oficiálně jejím členem a kapela byla poprvé v kariéře čtyřčlenná. Starkey poprvé veřejně vystoupil v Poole Lighthouse. 
O několik dní později Oasis se Starkeyem podruhé v kariéře vystoupili na festivalu v Glastonbury a předvedli set převážně největších hitů, který obsahoval dvě nové písně - „A Bell Will Ring“ od Gema Archera a „The Meaning of Soul“ od Liama Gallaghera. Vystoupení se setkalo s negativními recenzemi, NME jej označil za „katastrofu“. Tom Bishop z BBC označil set Oasis za „nevýrazný a nezáživný ... vyvolal smíšené přijetí fanoušků“, především kvůli Liamovu neinspirativnímu zpěvu a Starkeyho nedostatečným zkušenostem s materiálem skupiny.
Šesté album kapely bylo po velkých zvratech nakonec natočeno ve studiu Capitol v Los Angeles od října do prosince téhož roku. Producent Dave Sardy převzal hlavní producentskou roli po Noelovi, který se po deseti letech producentského vedení skupiny rozhodl z těchto povinností odstoupit. V květnu 2005, po třech letech a stejném počtu zrušených nahrávacích seancí, skupina vydala své šesté studiové album Don't Believe the Truth, čímž naplnila smlouvu se Sony BMG. Šlo cestou alba Heathen Chemistry, neboť se opět jednalo o společný projekt, nikoliv o album napsané Noelem. Album bylo prvním po deseti letech, na kterém nebubnoval Alan White, a znamenalo nahrávací debut Starkeyho. Deska byla fanoušky i kritikou obecně označována za nejlepší počin skupiny od dob Morning Glory, z něhož vzešly dva britské singly číslo jedna: „Lyla“ a ‚The Importance of Being Idle‘, zatímco ‚Let There Be Love‘ se umístil na druhém místě. Oasis získali dvě ocenění na Q Awards: jednu cenu People's Choice Award a druhou za Don't Believe the Truth jako nejlepší album. Po vzoru předchozích pěti alb Oasis se Don't Believe the Truth dostalo i na první místo britské albové hitparády. Do dnešního dne se alba celosvětově prodalo více než 6 milionů kopií. Album se dostalo na první místo britské hitparády. 
V květnu 2005 se nová sestava kapely vydala na rozsáhlé světové turné. Začalo 10. května 2005 v londýnské Astorii a skončilo 31. března 2006 před vyprodaným koncertem v Mexico City, Oasis odehráli více koncertů než kdykoli od Definitely Maybe Tour, navštívili 26 zemí a odehráli 113 vystoupení pro více než 3,2 milionu lidí. Turné proběhlo bez větších incidentů a bylo nejúspěšnějším turné skupiny za více než deset let. Turné zahrnovalo vyprodané koncerty v newyorské Madison Square Garden a losangeleské Hollywood Bowl. V říjnu 2007 byl vydán rockový dokumentární film natočený během turné s názvem Lord Don't Slow Me Down v režii Dicka Carrutherse. Druhé DVD obsahovalo živý záznam z koncertu Oasis v Manchesteru z 2. července 2005. 
V roce 2006 vydali Oasis kompilační dvojalbum s názvem Stop the Clocks, na kterém jsou podle kapely jejich „definitivní“ písně. V únoru 2007 obdrželi Brit Award za mimořádný přínos hudbě a poté zahráli několik svých nejznámějších písní. V říjnu 2007 vydali Oasis svou vůbec první digitální nahrávku „Lord Don't Slow Me Down“. Píseň debutovala na desátém místě britské singlové hitparády. 

### 2007–2009:Dig Out Your Soul
Obnovení popularity kapely po úspěchu alba Don't Believe the Truth bylo zdůrazněno v únoru 2008, kdy se v anketě časopisu Q a HMV o padesát nejlepších britských alb posledních padesáti let na prvním a druhém místě umístila dvě alba Oasis (Definitely Maybe a (What's The Story) Morning Glory?). V seznamu se objevila i další dvě alba skupiny - Don't Believe The Truth se umístilo na čtrnáctém místě a album Be Here Now, které bylo dříve některými médii silně kritizováno, se v seznamu umístilo na 22. místě. 

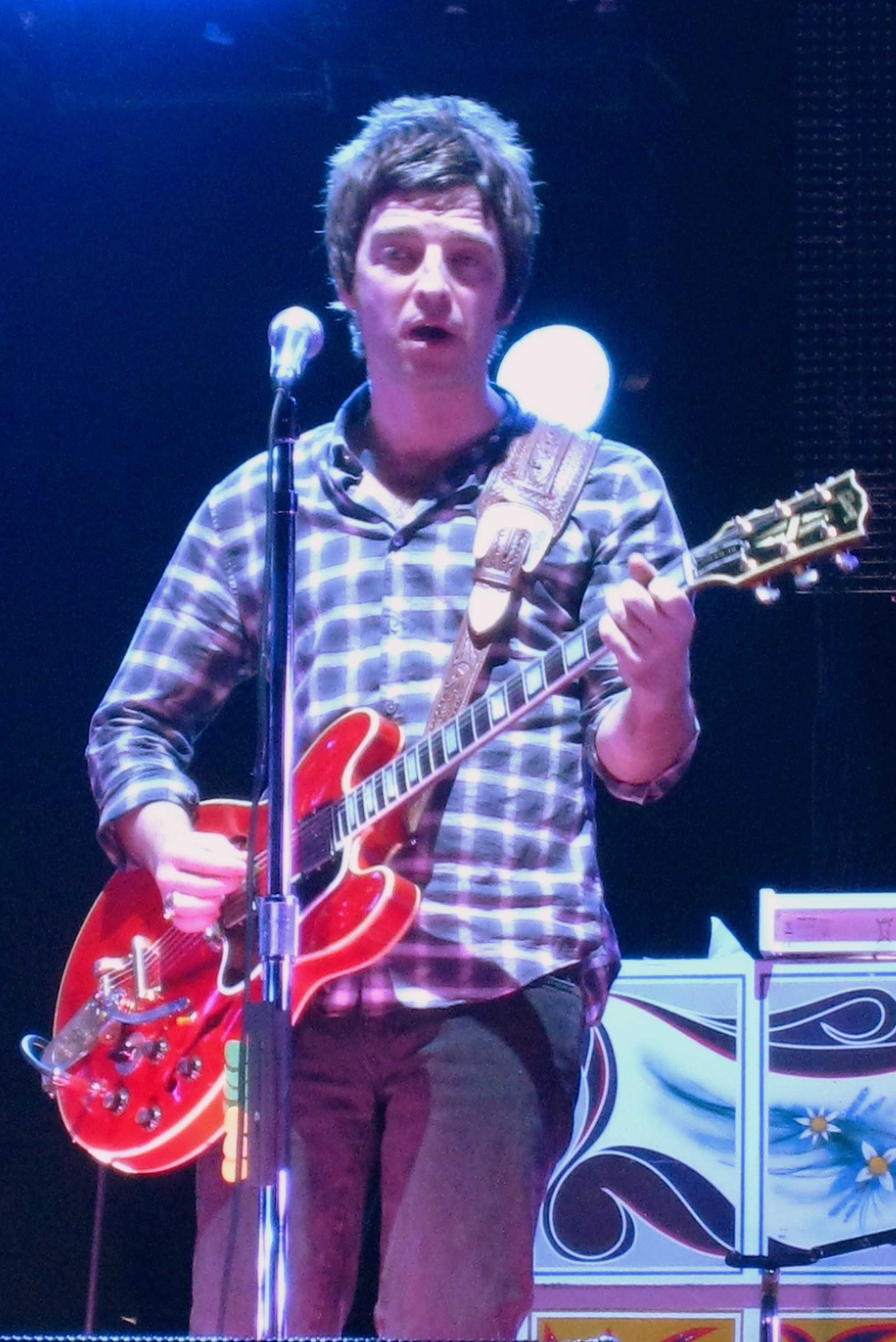
Noel Gallagher při živém vystoupení v Centre Bell v Montrealu v roce 2008

Oasis nahrávali několik měsíců v roce 2007 - od července do září, kdy dokončili práci na dvou nových písních a nahráli demo. Poté si dali dvouměsíční pauzu kvůli narození Noelova syna. Do studia se skupina vrátila 5. listopadu 2007 a nahrávání dokončila kolem března 2008 s producentem Davem Sardym.
V květnu 2008 opustil kapelu Zak Starkey po natočení sedmého studiového alba Dig Out Your Soul. Na turné ho nahradil bývalý bubeník Icicle Works a La's Chris Sharrock, Chris však nebyl oficiálním členem skupiny a Oasis zůstali čtyřčlenní. Prvním singlem z desky byla skladba „The Shock of the Lightning“, kterou napsal Noel Gallagher, a byla předpremiérově vydána 29. září 2008. Dig Out Your Soul, sedmé studiové album kapely, vyšlo 6. října a dostalo se na první místo ve Velké Británii a na páté místo v žebříčku Billboard 200. Kapela zahájila turné k plánovanému 18měsíčnímu turné, které mělo trvat až do září 2009, s podporou Kasabian, The Enemy a Twisted Wheel. 7. září 2008 při vystoupení na Virgin Festivalu v Torontu vběhl na pódium jeden z diváků a fyzicky Noela napadl. V důsledku útoku utrpěl Noel tři zlomená a vykloubená žebra a skupina musela zrušit několik koncertů, než se zotavil. V červnu 2008 kapela znovu podepsala smlouvu se Sony BMG na tři alba.
25. února 2009 obdrželi Oasis cenu NME za nejlepší britskou kapelu roku 2009 a také cenu za nejlepší blog za Noelův 'Tales from the Middle of Nowhere'. 4. června 2009 odehráli Oasis první ze tří koncertů v manchesterském Heaton Parku a poté, co museli dvakrát opustit pódium kvůli poruše generátoru, přišli potřetí a prohlásili, že koncert je nyní zdarma; to potěšilo 70 000 majitelů vstupenek, z nichž 20 000 požádalo o jejich vrácení. Následující dva koncerty kapely na tomto místě, 6. a 7. června, se setkaly s velkým úspěchem a navzdory proměnlivému počasí a problémům se zvukem prvního večera na ně přišly tisíce fanoušků.

### 2009–2024: Rozdělení a následky

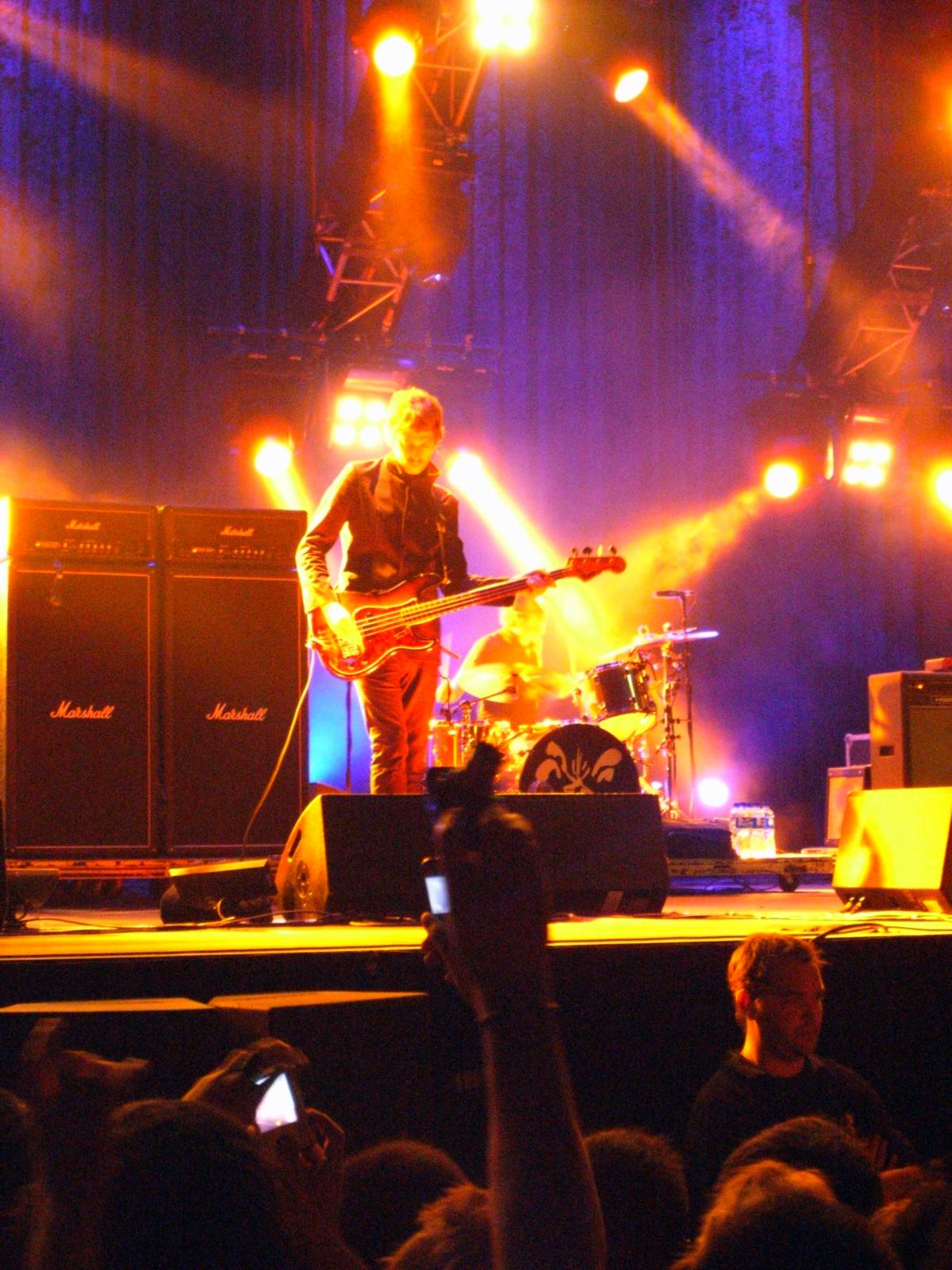
Oasis vystoupili v Hongkongu v dubnu 2009 během Dig Out Your Soul Tour, jejich zatím posledního turné.

Poté, co Liam onemocněl laryngitidou, Oasis zrušili koncert na V Festivalu v Chelmsfordu 23. srpna 2009. Noel v roce 2011 uvedl, že koncert byl zrušen kvůli Liamově „kocovině“. Liam následně Noela zažaloval a požadoval omluvu: „Pravdou je, že jsem měl laryngitidu, o čemž byl Noel toho rána plně informován a diagnostikován lékařem." Noel se omluvil a žaloba byla stažena. Skupina měla vystoupit 28. srpna 2009 na festivalu Rock en Seine nedaleko Paříže, avšak v polovině setu skupiny Bloc Party na festivalu její frontman Kele Okereke (spolu s manažerem turné Bloc Party Peterem Hillem) oznámil, že Oasis nevystoupí. O dvě hodiny později se na webových stránkách skupiny objevilo Noelovo prohlášení:
S jistým smutkem a velkou úlevou... dnes večer končím s Oasis. Lidé si budou psát a říkat, co chtějí, ale já jsem prostě nemohl s Liamem pracovat ani o den déle.
Liam a zbývající členové Oasis se rozhodli pokračovat pod názvem Beady Eye a do svého rozpadu v roce 2014 vydali dvě studiová alba. Liam zahájil sólovou kariéru a vydal tři studiová alba, přičemž Arthurs se k němu příležitostně připojuje na turné. Noel založil sólový projekt Noel Gallagher's High Flying Birds a vydal čtyři studiová alba, později se k němu připojili Sharrock a Archer. Bell se znovu spojil s bývalou skupinou Ride.
Dne 16. února 2010 získali Oasis cenu za nejlepší britské album posledních 30 let - za (What's the Story) Morning Glory? - na udílení cen Brit Awards 2010. Liam cenu převzal sám před přednesením svého projevu, v němž poděkoval Boneheadovi, McGuiganovi a Alanu Whiteovi, ale ne Noelovi. Liam hodil mikrofon a cenu kapely do davu. 15. března 2010 Liam své počínání při předávání cen obhajoval slovy: „Už mě nebaví, že se to všechno točí kolem mě a Noela, posledních pár měsíců se točí hlavně kolem mě a jeho, takže jsem si myslel, že je správné zmínit i ostatní kluky, kteří hráli na albu, a nejlepší fanoušky na světě,“ a „myslel jsem, že [hození ceny] bylo hezké gesto, jak to dát fanouškům, samozřejmě to bylo špatně interpretováno, jako obvykle.
“
Time Flies... 1994-2009, kompilace singlů, vyšla 14. června 2010. Album se stalo posledním albem skupiny, které se dostalo na první místo UK Albums Chart. 6. července 2011 umístilo rádio Absolute Radio na YouTube video, kde Noel Gallagher hovoří o noci, kdy Oasis skončili. Noel v rámci tohoto videa uvádí: „Kdybych měl znovu čas, vrátil bych se a koncert odehrál. Udělal bych ten koncert a udělal bych další koncert a všichni bychom odešli a pravděpodobně bychom o tom mohli diskutovat. Možná bychom se nikdy nerozešli.“
Dne 26. února 2014 Noel prostřednictvím oficiálních webových stránek kapely oznámil, že první tři studiová alba budou znovu vydána, remasterována a znovu vydána po zbytek roku 2014 u příležitosti 20. výročí Definitely Maybe. Remasterovaná třídisková verze Definitely Maybe byla vydána 19. května 2014.

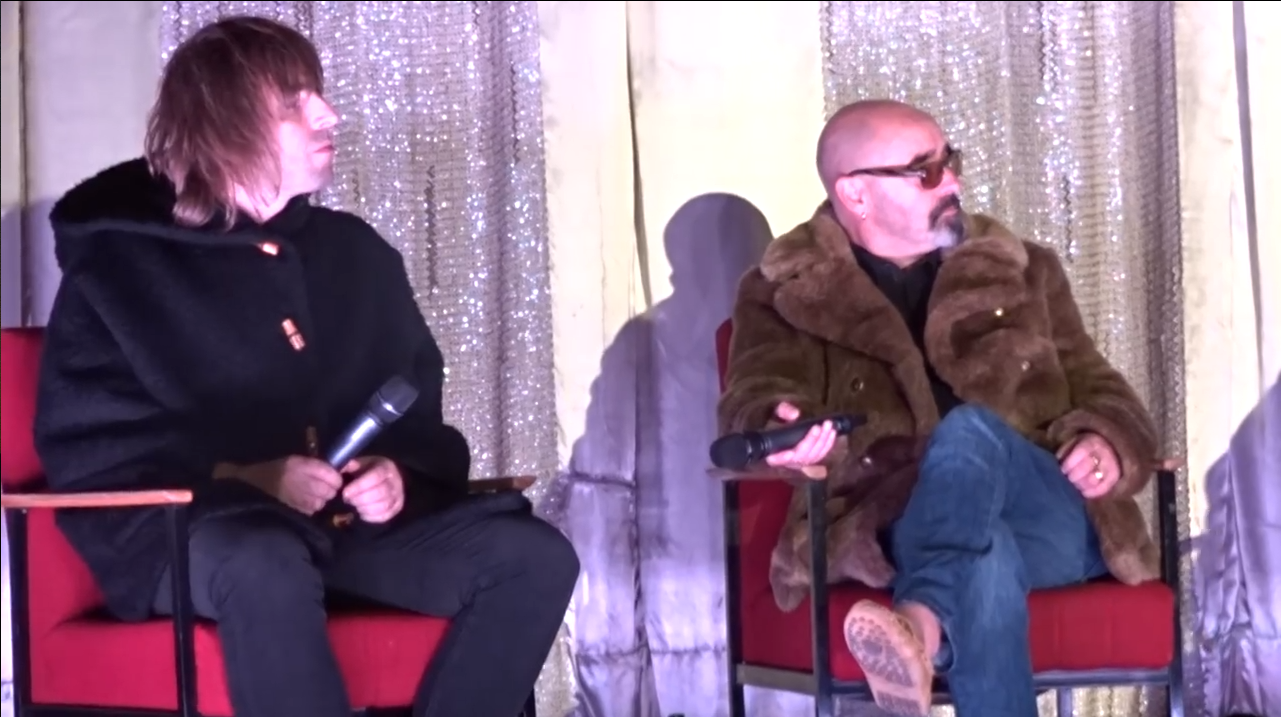
Liam Gallagher a Paul Arthurs na berlínské premiéře dokumentárního filmu z roku 2016: Oasis: Supersonic

Dokumentární film s názvem Oasis: Supersonic, který vypráví příběh Oasis od jejich začátků až po vrchol slávy v létě 1996. Dokument Oasis produkoval stejný tým, který stojí za životopisným filmem Amy, Oasis: Supersonic obsahuje detailní a osobní záběry, jakož i dosud neviděné archivní materiály a rozhovory s kapelou.
Dne 29. dubna 2020 Noel prostřednictvím stránek kapely na sociálních sítích oznámil, že byla nalezena nová demo nahrávka „Don't Stop...“, která bude zveřejněna o půlnoci následujícího dne. Skladba, dříve známá pouze z nahrávky během zvukové zkoušky v Hongkongu, byla znovu objevena během pandemie COVID-19 a měla být první skladbou, kterou kapela vydá po více než 10 letech. 3. května 2020 ráno demo překročilo 1 milion zhlédnutí na YouTube a jen na základě streamování se dostalo na 80. místo UK Singles Chart.
V červenci 2021, u příležitosti 25. výročí dvou rekordních koncertů Oasis v Knebworth Parku v srpnu 1996, byl 23. září 2021 do kin uveden nový koncertní dokumentární film kombinující nové rozhovory, dosud nezveřejněné archivní záběry a živé koncertní záznamy z obou večerů, nazvaný Oasis Knebworth 1996. Vydání filmu je vůbec prvním zveřejněním koncertních záznamů z obou koncertů. 19. listopadu 2021 byl dokument vydán na domácích nosičích spolu se stejnojmenným dvojalbem, které obsahuje 20 písní z obou večerů.

### 2024–současnost: Shledání
Dne 27. srpna 2024 skupina Oasis oznámila, že se hodlá dát dohromady pro vystoupení ve Velké Británii a Irsku v červenci a srpnu 2025, a uvedla: „Zbraně utichly. Hvězdy se seřadily. Velké čekání je u konce. Přijďte se podívat. Nebude to v televizi.“

## Hudební styl a vlivy
Hudebně jsou Oasis považováni za rockovou, britpopovou a powerpopovou kapelu. Největší vliv na Oasis měli Beatles, což britská média často označovala za „posedlost“. Kapela byla také silně ovlivněna dalšími skupinami britské invaze 60. let, včetně Hollies, Kinks, Rolling Stones, Small Faces a Who. Dalším významným vlivem, zejména v počátcích kariéry kapely, byl britský punk rock 70. let, zejména Sex Pistols a jejich album Never Mind the Bollocks, Here's the Sex Pistols (1977), stejně jako Buzzcocks, Damned a Jam/Paul Weller. Kromě toho členové Oasis uváděli AC/DC, Acetone, Burta Bacharacha, Becka, Bee Gees, Davida Bowieho, Doors, Boba Dylana, Fleetwood Mac z éry Petera Greena, Grant Lee Buffalo, Happy Mondays, Jimiho Hendrixe, Humble Pie, Inspiral Carpets, Joy Division/New Order, The La's, Led Zeppelin, MC5, Mercury Rev, Motörhead, Nirvanu, Pink Floyd, R.E.M, Slade, The Smiths, The Specials, The Stone Roses, The Stooges, T. Rex, Talking Heads, U2, The Verve, Velvet Underground/Lou Reed, a Neila Younga, jako vliv nebo inspiraci. 
Na albech Oasis se neustále objevovaly hlasité skladby, které se vyznačovaly nosovým vokálem. Tyto dynamické britpopové skladby byly v ostrém kontrastu s uhlazenějšími popovými melodiemi skupiny Blur, která byla jejich konkurentem v žebříčcích. Zejména v prvních letech své existence vycházel hudební styl a texty skupiny Oasis z dělnického prostředí Liama a Noela. Bratři se proslavili svým rebelským chováním, sebevědomou osobností a sourozeneckou rivalitou, tyto vlastnosti si získaly zájem médií již v počátcích kapely a přetrvaly po celou její kariéru. 

## Právní bitvy o autorství skladeb
Proti Noelu Gallagherovi a skupině Oasis byly třikrát zahájeny právní kroky kvůli plagiátorství. Prvním byl případ Neila Innese (bývalého člena kapel Bonzo Dog Doo-Dah Band a Rutles), který žaloval, že píseň „Whatever“ skupiny Oasis si vypůjčila jeho píseň „How Sweet to Be an Idiot“. Innesovi byl nakonec přiznán honorář a uznání spoluautorství. Noel Gallagher v roce 2010 prohlásil, že plagiátorství bylo neúmyslné a že o podobnostech nevěděl, dokud nebyl informován o Innesově soudním případu. V druhém případě byla skupina Oasis zažalována společností Coca-Cola a byla nucena zaplatit 500 000 dolarů jako odškodné skupině New Seekers poté, co se tvrdilo, že píseň Oasis „Shakermaker“ převzala slova a melodii z písně „I'd Like to Teach the World to Sing“. Když byl Noel Gallagher na tento incident dotázán, zažertoval: „Teď všichni pijeme Pepsi.“ Při třetí a poslední příležitosti, kdy byly původně distribuovány propagační kopie alba (What's the Story) Morning Glory?, obsahovaly dříve nevydanou bonusovou píseň „Step Out“. Toto propagační CD bylo rychle staženo a nahrazeno verzí, která kontroverzní píseň, údajně podobnou písni Stevieho Wondera „Uptight (Everything's Alright)“, vynechala. Oficiální vydání písně „Step Out“, jako B-sidu písně „Don't Look Back in Anger“ a na albu Familiar to Millions, uvádělo jako spoluautory „Wonder, et al.“.
Písnička „Life Got Cold“ britské skupiny Girls Aloud z roku 2003 vzbudila pozornost kvůli podobnosti kytarového riffu a melodie písně s písní „Wonderwall“ skupiny Oasis. V recenzi BBC se uvádí: „Část refrénu zní, jako by se měla změnit ve ‚Wonderwall‘ od Oasis.“ Společnost Warner/Chappell Music od té doby uvádí Noela Gallaghera jako spoluautora písně.

## Odkaz a vliv
Přestože se Oasis v roce 2009 rozpadli, mají stále obrovský vliv na britskou hudbu a kulturu a v současnosti jsou považováni za jednu z největších a nejuznávanějších kapel 90. let. Jsou všeobecně uznáváni jako jedna z vůdčích osobností britpopu, který si vydobyl významné místo v britské hudební krajině. Díky svým rekordním prodejům, koncertům, sourozeneckým sporům a prestižnímu žebříčkovému souboji s britpopovými rivaly Blur byli Oasis významnou součástí britské popkultury 90. let, éry přezdívané Cool Britannia. Mnoho kapel a umělců uvádělo Oasis jako svůj vliv nebo inspiraci, například Arctic Monkeys, Catfish and the Bottlemen, Deafheaven, The Killers, Alvvays, Maroon 5, Coldplay a Ryan Adams.
Úspěch kapely pomohl také místním podnikům. Pete Caban, majitel obchodu Bandwagon Music Supplies ve skotském Perthu, který v roce 2020 po 37 letech podnikání ukončil činnost, řekl: „Vrcholná léta byla od poloviny devadesátých let do začátku roku 2000. To bylo vrcholné období. Období Oasis, jak tomu říkám, kdy si každý chtěl koupit kytaru. To byl zlomový okamžik pro hudbu i pro mě tady v Perthu. V té době jsem kytary vynášel ze dveří. Takže sláva Noelu Gallagherovi."
V roce 2007 byli Oasis jedním ze čtyř představených umělců v sedmé epizodě seriálu BBC/VH1 Seven Ages of Rock - epizodě o britském indie rocku - spolu s britpopovými vrstevníky Blur vedle Smiths a Stone Roses.
V roce 2023 vznikl neoficiální hudební projekt s názvem AISIS, který byl prvním plnohodnotným albem využívajícím vokály umělé inteligence. Projekt byl úspěšný a během šesti týdnů od zveřejnění přilákal více než půl milionu zhlédnutí, včetně několika novinových článků, které o něm byly napsány, a vyvedl kapelu Breezer, která projekt vytvořila, z neznáma a zajistil jí prestižní koncertní vystoupení. Bobby Geraghty a jeho spoluhráči z kapely Breezer napsali původní písně ve stylu Oasis a poté pomocí umělé inteligence vytvořili zvukové deepfakes založené na hlase Liama Gallaghera spolu s jejich původní instrumentací. Sám Liam album schválil s tím, že „znělo mega“.
Oasis byli v únoru 2024 nominováni do Rock and Rollové síně slávy v šestém roce svého působení. Původně byli do nominace zařazeni bratři Gallagherové, McGuigan, White, Arthurs, McCarroll, Archer a Bell.

## Členové

### Současní členové
- Liam Gallagher – zpěv, perkuse (1991–2009, 2025–současnost); akustická kytara (2001–2002, 2007–2008)
- Noel Gallagher – sólová kytara, doprovodný a hlavní zpěv (1991–2009, 2025–současnost); doprovodná kytara (1995, 1999–2009, 2025–současnost); klávesy (1995–2001, 2007–2008); basová kytara (1993–1994, 1995, 1999), bicí (2001–2008)
- Paul "Bonehead" Arthurs – doprovodná kytara (1991–1999, 2005–současnost); sólová kytara (1991); klávesy (1993–1995, 2025–současnost); basová kytara (1995)
- Gem Archer – doprovodná a sólová kytara (1999–2009, 2025–současnost); doprovodné vokály (2000, 2002–2005); klávesy (2002–2008); harmonika (2005–2009); basová kytara (2003–2008)
- Andy Bell – basová kytara (1999–2009, 2025–současnost); rytmická kytara (2003–2008); klávesy (2007–2009)

- Joey Waronker – bicí, perkuse (2025–současnost)

### Členové na turné
- Christian Madden – klávesy (2025–současnost)
- Jessica Greenfield – doprovodné vokály (2025–současnost)
- Alastair White – pozoun (2025–současnost)
- Steve Hamilton – saxofon (2025–současnost)
- Joe Auckland – trubka (2025–současnost)

### Bývalí členové
- Paul "Guigsy" McGuigan – basová kytara (1991–1995, 1995–1999)
- Tony McCarroll – bicí (1991–1995)
- Alan "Whitey" White – bicí, perkuse (1995–2004)

### Bývalí členové na turné
- Scott McLeod – basová kytara (1995)
- Mike Rowe – klávesy (1997–2000, 2001)
- Matt Deighton – doprovodná kytara (2000; náhrada za Noela Gallaghera)
- Zeb Jameson – klávesy (2000–2001)
- Steve White – bicí, perkuse (2001; náhrada za Alana Whitea)
- Jay Darlington – klávesy (2002–2009)
- Zak Starkey – bicí, perkuse (2004–2008)
- Chris Sharrock – bicí, perkuse (2008–2009)

## Diskografie
- Definitely Maybe (1994)
- (What's the Story) Morning Glory? (1995)
- Be Here Now (1997)
- Standing on the Shoulder of Giants (2000)
- Heathen Chemistry (2002)
- Don't Believe the Truth (2005)
- Dig Out Your Soul (2008)

## Koncertní turné
- Definitely Maybe Tour (1994–1995)
- (What's the Story) Morning Glory? Tour (1995–1996)
- Be Here Now Tour (1997–1998)
- Standing on the Shoulder of Giants Tour (1999–2001)
- The Tour of Brotherly Love (2001)
- Heathen Chemistry Tour (2002–2003)
- Don't Believe the Truth Tour (2005–2006)
- Dig Out Your Soul Tour (2008–2009)
- Live '25 Tour (2025)